# Хозе Ернандез
Хозе Ернандез (шп. Hosé Hernández, 1834-1886) аргентински романтичарски песник, најзначајнији представник поезије о гаучима. Војник, политичар и новинар, активно је учествовао у бурном политичком животу земље. Присталица Аргентинске конфедерације чији су се чланови борили против доминације Провинције Буенос Ајрес захтевајући политичка права и за остале провинције.
Залагао се у току читавог живота за права сеоског становништва - гауча, чије се заслуге за развој и напредак живота на селу, као и важна улога у рату временом заборављају. Ернандес, који је детињство и младост провео на селу, одлично је познавао живот гауча, ценио њихове врлине и дубоко саосећајући са њиховим невољама, настојао да им помогне.
Његово најзначајније и уметнички највреднији је Мартин Фјеро, оцењен као врхунско достигнуће поезије о гаучима.

## Живот и дело

### Рани живот и дело
Хозе Ернандез потиче из породице са дубоким патриотизмом и историјским коренима, која је била повезана са аргентинском борбом за независност. Отац му је био угледни земљопоседник, а по мајчиној линији, његова породица имала је ирске и француске корене. Ернандез је рано показао таленат за писање, а образовање је стекао у престижном колегијуму Педра Санчеза. Као дечак, био је склон поезији, али је због здравствених проблема морао да се пресели на село, где је упознао живот гауча и стекао многе увиде у аргентинску руралну традицију.

### Војска и политика
Ернандез је био политички ангажован, придруживши се федералистима, странци која се залагала за децентрализовану власт и аутономију провинција. Током свог живота био је активан у многим политичким и војним догађајима. Борио се у ратовима као што је битка код Цепеде, био је секретар генерала Педернере, а касније је служио у неколико политичких функција, укључујући министра финансија у Коријентесу. Његово политичко деловање било је усмерено против централизованих власти и борио се за права провинција и гауча.

### Martín Fierroи књижевност
Највеће Ернандезово дело је Martín Fierro, епопеја у стиху која приказује живот гауча, народног јунака, који се бори против неправде, тешког живота на граници и борби за преживљавање. Овај поетски еп је једно од најважнијих дела аргентинске књижевности и симбол националног идентитета. Дело је утемељено на личном искуству, јер је Ернандес био дубоко повезан са животом гауча и често је славио њихову борбу против угњетавања. Martín Fierro је дело које не само да приказује животе гауча, већ и њихове идеје о слободи, правди и части. Кроз песму, Ернандез је успео да пренесе специфичну аргентинску народну културу.

### Каснији живот и смрт
Поред поезије, Ернандез је био новинар и политички активиста, писао је за бројне новине и био је познат по својим оштрим политичким ставовима. Због својих ставова и политичке ангажованости, био је често у сукобу са властима и често је био прогоњен.
Ернандез је преминуо 21. октобра 1886. године, у свом дому у Белграну, од болести срца. Иако није доживео да види пуну снагу свог дела, Martín Fierro је постао не само књижевно, већ и културно благо Аргентине, дубоко уткано у национални идентитет. Ернандес је био поштован и цењен, а његово дело и живот остали су трајни симбол аргентинске борбе и културе.

### Наслеђе
По Хозеу Ернандезу су именовани многи споменици, школе и културне установе. У његову част, 1920. године у Буенос Ајресу постављена је спомен-плоча, а 1934. године, његова родна кућа је претворена у музеј. Ернандез је признат и у иностранству, а посебно у Шпанији, где је његова песма била предмет анализе многих књижевних критичара.

## Мишљење критике
Ернандесово најзначајније дело, Martín Fierro, изазвало је огромну пажњу међу аргентинским интелектуалцима. Авењанеда и Естрада, два угледна књижевна авторитета, назвали су ово дело „мисионарским подвигом“ због његове дубоке мудрости и изузетне моралности. Они су истицали да је Ернандес на народном језику, кроз риме и метафоре, успео да пренесе есенцију аргентинског националног духа. Његова поезија је окарактерисана као дубоко укорењена у традицији гауча, при чему је успешно користио симболику и фолклор како би описао борбу, неправду и слободу. Књига је објављена више од 20 пута током Ернандесовог живота, што је јасан показатељ њеног утицаја.
Упркос општем дивљењу, Ернандезово дело није било имуно на критике. Хуан Антонио Аргерич, један од његових савременика, критиковао је и Ернандеза и његовог савременника Естебана Ечеверију (Акасубију), тврдећи да су обојица били „једноставно неподношљиви прози писци“. Аргерич је, међутим, остао у мањини, јер његови напади нису утицали на национални став према Ернандесу, који је већ тада био признат као народни песник.
Martín Fierro није остао ограничен само на аргентинске границе. Париски лист Correo de Ultramar био је први који је у целости објавио ово дело у својим колонма, након чега су га преузели и бројни медији у Латинској Америци. У Мексику и другим државама, дело је прихваћено као пример латиноамеричке књижевне баштине.
Шпански критичар Марселино Менендес Пелајо похвалио је Ернандеза у својој Антологији хиспано-америчких песника. Он је истакао да је Martín Fierro „песма шпанског борца“ и похвалио Ернандесову способност да кроз језик, изразе и животну филозофију одрази шпанску традицију. Према њему, дело је „импрегнирано шпанским духом“, док је Ернандесова поезија симболично повезала европску цивилизацију и латиноамерички културни простор.
Мигел де Унамуно, познати шпански песник и филозоф, био је још један истакнути тумач Ернандезовог дела. Унамуно је сматрао да је Martín Fierro „кључни еп латиноамеричке књижевности“ и да је Ернандесова песма испуњена шпанском мудрошћу и максима које имају универзалну вредност.
Ернандезова харизматична личност била је значајан фактор у његовом успеху. Доктор Маријано Орсабал, у панегирику одржаном у част песника, истакао је његов допринос друштву као покретача Школе и Ергеле Санта Каталина, као и човека који је дао име граду Ла Плата. Његова способност да плени публику, како својим песничким даром тако и ватреним говорима, била је позната широм Аргентине.
Бењамин Посе, један од његових савременика, описао је Ернандезов глас као „моћан као орган у катедрали“, истичући његову харизму у јавним наступима. Његово памћење и интелигенција, које су му омогућавале да импровизује стихове и говоре, такође су га учиниле легендом у народној свести.
Критика дела Хозеа Ернандеза је сложена и разнолика, али је доминантно позитивна. Док су поједини критичари, попут Аргерића, доводили у питање његову прозу, већина је препознала дубоку вредност његове поезије и њену улогу у дефинисању аргентинског националног идентитета. Његова поезија је препозната као мост између шпанске културе и латиноамеричке стварности. Ернандесова заоставштина наставља да инспирише, а мишљења критичара као што су Менендез Пелајо или Унамуно сведоче о универзалности његовог уметничког израза.